# 过益先
过益先（1924年4月—），男，江苏无锡人，中国水稻栽培学家，曾任中国作物学会常务副理事长，第七、八届全国政协委员。